# Redcoat Air Cargo
Redcoat Air Cargo war eine britische Frachtfluggesellschaft mit Sitz am Flughafen Luton, die von 1976 bis 1982 Frachtcharterflüge hauptsächlich nach Afrika und Europa, aber auch in die USA und den Mittleren Osten betrieb.

## Geschichte
Die 1976 gegründete Gesellschaft konzentrierte sich zunächst auf Frachtflüge nach Westafrika, wobei im ersten Jahr eine Turboprop-Maschine des Typs Bristol Britannia von Gemini Air Transport (Ghana) gemietet wurde. Am 27. Mai 1977 konnte der erste Flug mit einer neu beschafften eigenen Britannia nach Accra durchgeführt werden. Vor Ort wurde eine Vickers Viscount der ghanaischen West Africa Air Cargo für Zubringerflüge eingesetzt. 
Ein Jahr später wurde eine zweite Britannia beschafft, mit der am 5. Juli 1978 auf ihrem ersten Flug ein Transport von 12 Tonnen Autoteilen für Ford von Luton nach Köln durchgeführt wurde. Im Jahr 1979 kam eine dritte Maschine dazu. 
Nach dem Unfall einer Britannia in Boston mit Totalschaden im Februar 1980 (siehe unter Zwischenfälle) wurde diese im August 1980 durch eine Canadair CL-44 ersetzt, einen von der Britannia abgeleiteten Flugzeugtyp. 
Die Konkurrenz im Stückgutmarkt wurde durch den Markteintritt von „Päckchenfliegern“ wie UPS, Federal Express, TNT und DHL allmählich immer stärker. Vergrößert wurden die Probleme bei Redcoat durch mehrere Triebwerkschäden an der CL-44, die zu erheblichen Vertragsausfällen führten. Im Mai 1982 musste Insolvenz angemeldet werden. Alle folgenden Versuche einer Refinanzierung scheiterten, so dass Redcoat am 14. Juni 1982 aufgelöst wurde.

## Flugziele
Die Frachtcharterflüge der Gesellschaft wurden überwiegend nach West- und Zentralafrika durchgeführt. Ein Auftrag der Royal Air Force beinhaltete regelmäßige Flüge nach Belize von 1979 bis 1981. Gelegentlich kamen auch Flüge in die USA und den Mittleren Osten zustande. Ein Zweijahresvertrag führte zum Transport von jährlich 12.000 Rindern von Forli (Italien) nach Kano in Nigeria.

## Flotte bei Betriebseinstellung
Neben einer stillgelegten Britannia befanden sich bei Betriebseinstellung noch zwei Maschinen im Einsatz:

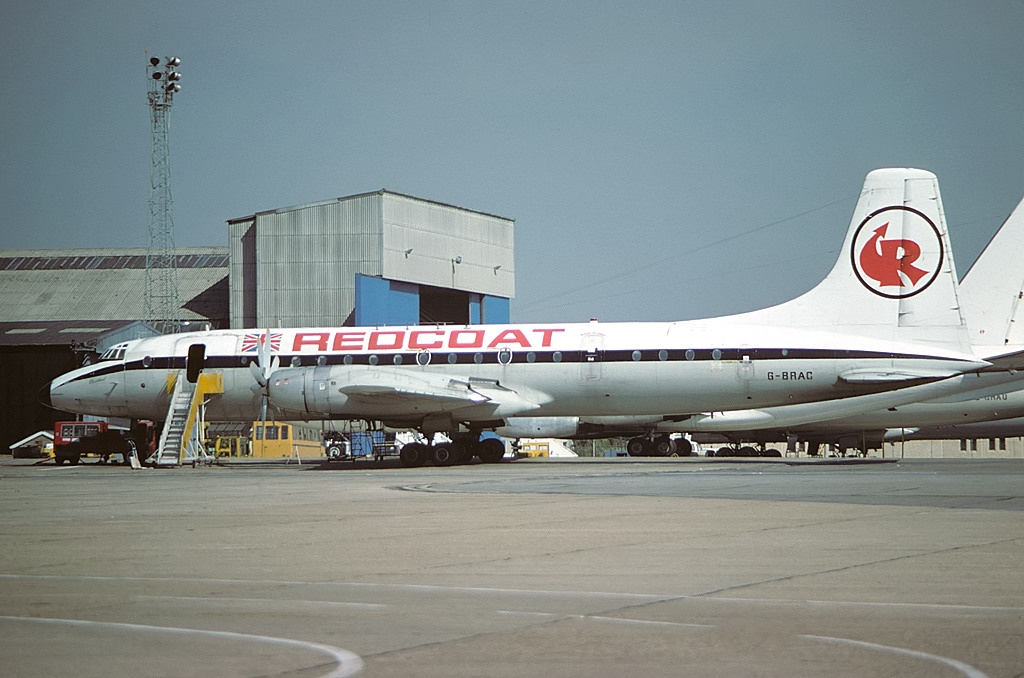
Die am 16. Februar 1980 in Boston verunglückte Britannia 253F G-BRAC, Luton 1979

- 1 Bristol Britannia
- 1 Canadair CL-44

## Zwischenfälle
- Am 16. Februar 1980 stürzte eine Britannia 253 (Luftfahrzeugkennzeichen G-BRAC) wenige Minuten nach dem Start vom Flughafen Boston, Massachusetts, aus einer Höhe von etwa 500 Meter (1700 Fuß) in ein bewaldetes Gebiet. Als Ursache wurde Vereisung vor und nach dem Start ermittelt. Von den 8 Insassen kamen 7 ums Leben, vier der fünf Besatzungsmitglieder und alle drei Passagiere.[3]